# Alone in the Dark 3
Alone in the Dark 3 — компьютерная игра 1995 года, третья часть сериала Alone in the Dark. Игра создавалась другой группой разработчиков, нежели первые две серии. В отличие от первых двух частей игры в данной серии произошёл перевес в сторону большего использования различного оружия. Данная часть сериала Alone in the Dark не заслужила большой популярности, некоторые говорили о «смерти сериала». Графические возможности игры базируются на том же движке, что был использован при создании первой части Alone in the Dark.

## Игровой процесс

Кадр игрового процесса

Игрокам не очень понравился геймплей данной части. Игроку предстоит посмотреть съемки фильма Эмили и понять что же произошло на самом деле.

## Сюжет
Эдвард Карнби продолжает расследовать в частном порядке различные паранормальные явления. В то же время Эмили Хартвуд, присутствующая в первой части и исчезнувшая во второй, решила сделать себе карьеру в Голливуде. Её первый кинопроект — вестерн, который она, чтобы сэкономить на декорациях, снимает в самом настоящем заброшенном городке с мрачным названием Slaughter Gulch. Городок этот в своё время был построен безжалостным убийцей Jebediah Stone на священной земле индейцев. Стоун, при помощи своей банды, добывал золото и управлял городом и окрестностями железной рукой, пока не был убит взбунтовавшимися жителями. Эмили и её съёмочная команда по ошибке пробуждают банду Стоуна, и они вновь принимаются за свои кровавые дела.